# Соуза-и-Силва, Фернанду де
Ферна́нду де Со́уза-и-Си́лва (порт. Fernando de Sousa e Silva; 27 ноября 1712, Лиссабон, Эштремадура, Королевство Португалия — 11 апреля 1786, Лиссабон, Эштремадура, Королевство Португалия) — португальский кардинал. Четвёртый Патриарх Лиссабона с 10 марта 1779 по 11 апреля 1786. Кардинал-священник с 1 июня 1778 по 11 апреля 1786.